# Zhao Dengyu

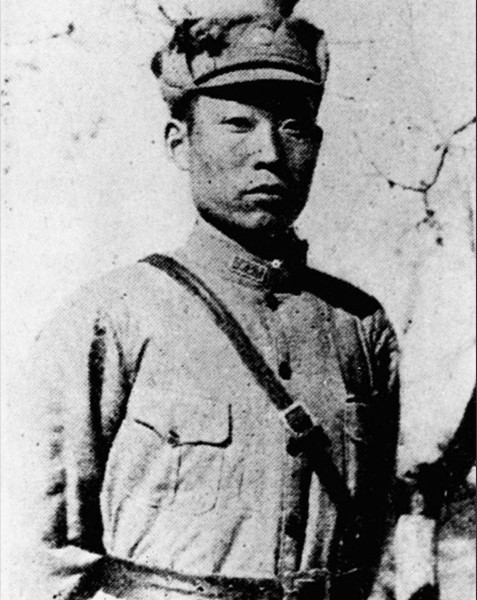

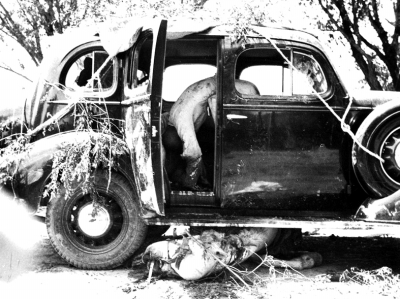
Cadavre de Zhao Dengy après l'embuscade.

Zhao Dengyu (1898 - juillet 1937) est un général du Kuomintang, distingué pour ses services au début de la seconde guerre sino-japonaise.

## Biographie
Zhao est né dans une famille paysanne à Heze dans la province du Shandong en 1898. Il sert d'abord comme soldat dans les troupes de Feng Yuxiang en 1914. En 1922, il se distingue sur le champ de bataille et gravit les échelons pour devenir commandant de peloton, puis de compagnie, de bataillon, de brigade, et enfin de division. En 1930, il est transféré à la tête de la 109e brigade de la 37e division de la 29e armée.
Le 8 mars 1933, durant la défense de la Grande Muraille, il reçoit l'ordre de partir soutenir les troupes stationnées au col de Xifengkou. Le 10 mars, il lance une attaque nocturne sur le bivouac des troupes japonaises, massacre des centaines de soldats, capture plus de 10 mitrailleuses et brûle des véhicules de transport. Le lendemain, la 109e brigade reçoit l'ordre de prendre une route détournée pour attaquer les Japonais à revers. Durant la bataille, les soldats chinois tuent plus de cent Japonais et détruisent 18 pièces d'artillerie. Après les batailles de la Grande Muraille, il est promu commandant de la 132e division de la 29e armée et mène ses troupes pour former la garnison du Cháhāěr.
Le 27 juillet 1937, durant la bataille de Pékin-Tianjin, Zhao mène un régiment d'avant-garde en route vers le quartier-général de la 29e armée à Pékin. Le matin du 28, la force principale des troupes japonaises lance une violente attaque contre le site avec l'appui de douzaine de chasseurs aériens. Avec Tong Linge, vice-commandant de la 29e armée, Zhao dirige ses troupes contre les Japonais. Dans la bataille, il est blessé au bras droit et à la jambe, mais reste au front pour diriger ses troupes. Plus tard, il reçoit l'ordre de rejoindre Dahongmen afin de se préparer à une contre-attaque. Cependant, en route, il est abattu dans une embuscade japonaise. Le 31 juillet 1937, le gouvernement du Kuomintang le promeut au grade de général à titre posthume.